# ㅆ
Ssangsiot (litera: ㅆ, kor. 쌍시옷, w Korei Północnej doensieut, kor. 된시읏) – spółgłoska tylnojęzykowa należąca do grupy pisma hangul, do oznaczenia spółgłoski szczelinowo dziąsłowo bezdźwięcznej [s]. Według transkrypcji McCune’a-Reischauera spółgłoska brzmi "ss".. Powstała na podstawie litery ㅅ.
Dźwięk spółgłoski brzmi jak mocne "s". Na końcu sylaby litera jest wymiana jak "t".

## Pismo

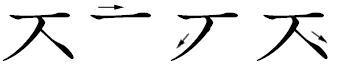
Kolejność stawiania kresek